# Gyula Feldmann
Gyula Feldmann (Seghedino, 16 novembre 1890 – Budapest, 31 ottobre 1955) è stato un allenatore di calcio e calciatore ungherese, di ruolo difensore.
Il suo nome venne italianizzato in Giulio.

## Carriera
Dopo la carriera di giocatore in varie squadre ungheresi, diventa allenatore del MTK Hungária FC nel 1926-28. In seguito allena in Italia: Fiorentina (inizialmente con Károly Csapkay, poi da solo nel periodo gennaio 1930-giugno 1931), Palermo (col quale approda in Serie A nella stagione 1932-1933 e 1933-1934), Ambrosiana-Inter (1934-1935 e 1935-1936) e Torino (1936-1937 e 1937-1938).
Ottenuta la cittadinanza italiana è obbligato a cambiare il nome di battesimo in Giulio.

## Statistiche

### Cronologia presenze e reti in nazionale
| Cronologia completa delle presenze e delle reti in nazionale ― Ungheria | Cronologia completa delle presenze e delle reti in nazionale ― Ungheria | Cronologia completa delle presenze e delle reti in nazionale ― Ungheria | Cronologia completa delle presenze e delle reti in nazionale ― Ungheria | Cronologia completa delle presenze e delle reti in nazionale ― Ungheria | Cronologia completa delle presenze e delle reti in nazionale ― Ungheria | Cronologia completa delle presenze e delle reti in nazionale ― Ungheria | Cronologia completa delle presenze e delle reti in nazionale ― Ungheria |
| Data                                                                    | Città                                                                   | In casa                                                                 | Risultato                                                               | Ospiti                                                                  | Competizione                                                            | Reti                                                                    | Note                                                                    |
| ----------------------------------------------------------------------- | ----------------------------------------------------------------------- | ----------------------------------------------------------------------- | ----------------------------------------------------------------------- | ----------------------------------------------------------------------- | ----------------------------------------------------------------------- | ----------------------------------------------------------------------- | ----------------------------------------------------------------------- |
| 06/11/1910                                                              | Budapest                                                                | Ungheria                                                                | 3 – 0                                                                   | Austria                                                                 | Amichevole                                                              | -                                                                       |                                                                         |
| 06/01/1911                                                              | Milano                                                                  | Italia                                                                  | 0 – 1                                                                   | Ungheria                                                                | Amichevole                                                              | -                                                                       |                                                                         |
| 06/05/1917                                                              | Vienna                                                                  | Austria                                                                 | 1 – 1                                                                   | Ungheria                                                                | Amichevole                                                              | -                                                                       |                                                                         |
| 03/06/1917                                                              | Budapest                                                                | Ungheria                                                                | 6 – 2                                                                   | Austria                                                                 | Amichevole                                                              | -                                                                       |                                                                         |
| 15/07/1917                                                              | Vienna                                                                  | Austria                                                                 | 1 – 4                                                                   | Ungheria                                                                | Amichevole                                                              | -                                                                       |                                                                         |
| 07/10/1917                                                              | Budapest                                                                | Ungheria                                                                | 2 – 1                                                                   | Austria                                                                 | Amichevole                                                              | -                                                                       |                                                                         |
| 04/11/1917                                                              | Vienna                                                                  | Austria                                                                 | 1 – 2                                                                   | Ungheria                                                                | Amichevole                                                              | -                                                                       |                                                                         |
| 02/06/1918                                                              | Vienna                                                                  | Austria                                                                 | 0 – 2                                                                   | Ungheria                                                                | Amichevole                                                              | -                                                                       |                                                                         |
| 05/10/1919                                                              | Vienna                                                                  | Austria                                                                 | 2 – 0                                                                   | Ungheria                                                                | Amichevole                                                              | -                                                                       |                                                                         |
| 02/05/1920                                                              | Vienna                                                                  | Austria                                                                 | 2 – 2                                                                   | Ungheria                                                                | Amichevole                                                              | -                                                                       |                                                                         |
| Totale                                                                  |                                                                         | Presenze                                                                | 10                                                                      |                                                                         | Reti                                                                    | 0                                                                       |                                                                         |

## Palmarès
- Campionato italiano di Serie B: 2

Fiorentina: 1930-1931
Palermo: 1931-1932